# متحف معركة كييف 1943 الوطني
متحف "معركة كييف 1943" الوطني (بالأوكرانية: Національний музей-заповідник «Битва за Київ у 1943 році») هو متحف مخصص لمعركة كييف الهجومية الإستراتيجية لخريف 1943. يقع المتحف على مشارف قرية نوفي بيتريفتسي، مقاطعة فيشهورود في كييف أوبلاست، أوكرانيا. مدير المتحف الحالي هو إيفان بتروفيتش فيكوفان. تم إنشاء المتحف من قبل مجلس مفوضي الشعب في أوكرانيا واللجنة المركزية لـ VKP (ب) كمتحف محفوظ "معركة كييف 1943" في 20 مارس 1945. حتى الآن، زار المتحف أكثر من 10 ملايين شخص من 85 دولة في العالم. المتحف يحافظ على المعارض الثابتة والمتنقلة. كل سنة، تُقام عدد من الاحتفالات لتكريم ذكرى أبطال معركة دنيبر، والاجتماعات، والمواعيد، وقدامى المحاربين، إلخ.

## المتحف

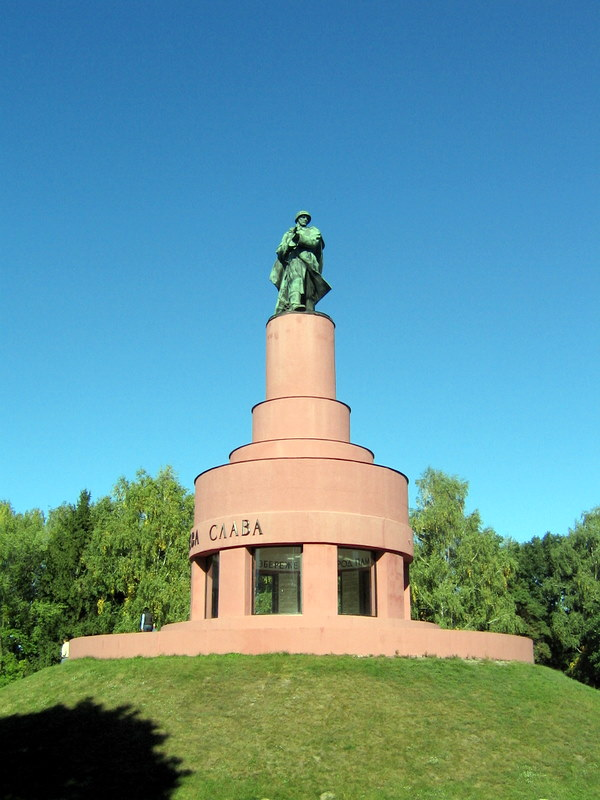
نصب تذكاري لمحرر كييف

يحكي معرض المتحف عن أحداث خريف عام 1943، معركة دنيبر وعملية ليوتيج الهجومية خلال معركة كييف. يشتمل المعرض على مجموعة أثرية وإثنوغرافية ونقود وحرف فنية ولوحات ومنحوتات وصور ووثائق من الجبهة الشرقية للحرب العالمية الثانية.
يضم المجمع التاريخي الثقافي:
- منطقة تبلغ مساحتها 8 هكتارات، نقاط المراقبة للجبهة الأوكرانية الأولى للجيش الجنرال نيكولاي فيودوروفيتش فاتوتين، قائد الجيش 38 كيريلو موسكالينكو، عضو المجلس العسكري للجبهة الفريق نيكيتا خروتشوف، قائد الحرس الثالث دبابة الجيش بافل ريبالكو؛
- عينات من المعدات العسكرية من وقت الحرب؛
- نصب تذكاري لمحرر كييف. تم بناء هذا النصب التذكاري الذي يحيي ذكرى تحرير كييف من النازيين بقرار من حكومة جمهورية أوكرانيا الاشتراكية السوفياتية في 28 مارس 1957. كان المهندسان المعماريان أبراهام ميليتسكي وفي في باكلانوف مع النحات إيفان بيرشودشيف مسؤولين عن العمل؛
- ديوراما بعنوان "معركة كييف جسر ليوتيج 1943." الذي افتتح في 5 مايو 1980. أبعاد اللوحة هي 29 × 7. تم إنشاؤه بواسطة إم إس برايسكين؛
- مجمع تذكاري في قرية نوفي بيتريفتسي؛
- متحف الديوراما 1100 متر. يحتوي هذا القسم على صالات عرض تعرض الديوراما. تم افتتاحه تكريما للذكرى الخمسين لتحرير كييف في عام 1993؛
- نصب تذكاري لأبطال جسر ليوتيج. بُني عام 1983 تكريماً للذكرى الأربعين لمعركة دنيبر وتحرير كييف من الغزاة النازيين. هناك لافتة تذكارية كبيرة نصها: "إلى أبطال جسر ليوتيج"؛
- جدار الذاكرة. به نقوش بارزة لأبطال الحرب. تم تأسيسه للاحتفال بالذكرى السبعين لتحرير كييف في عام 2013.

## صور

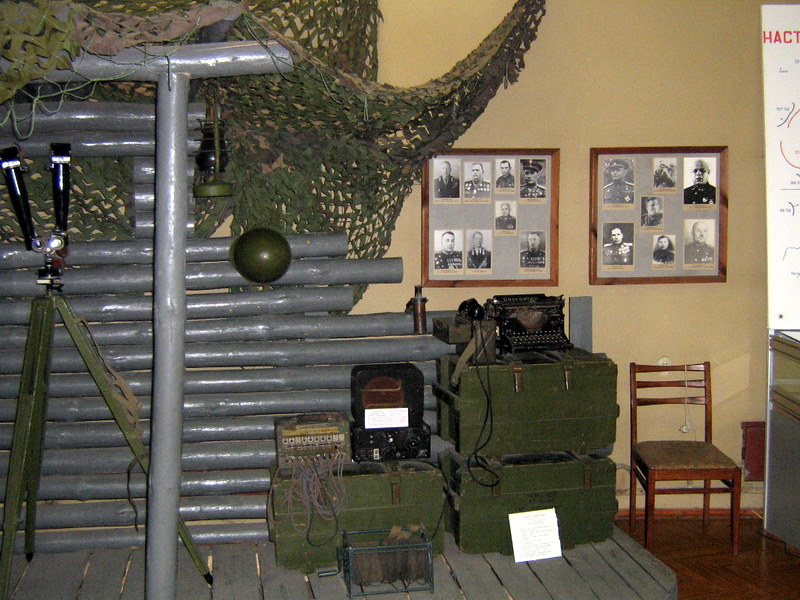
مساحة عامة نيكولاي فيودوروفيتش فاتوتين.
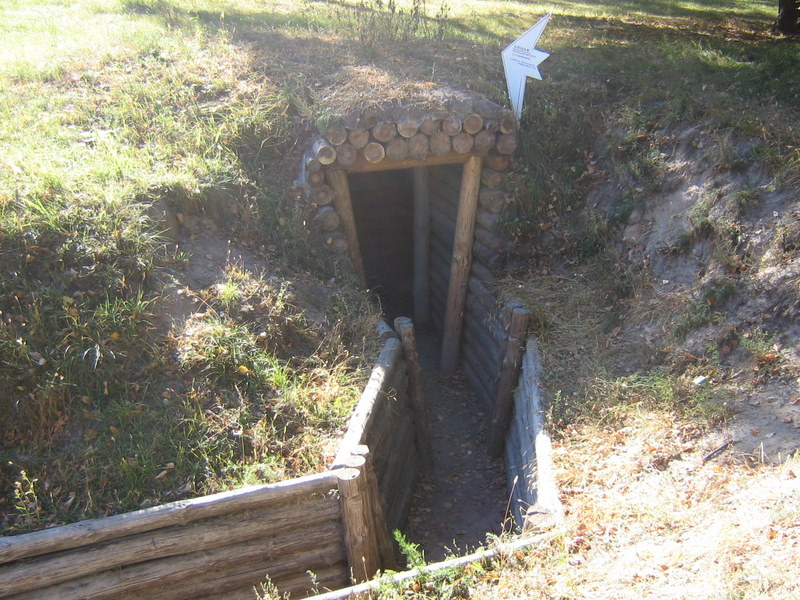
خندق الحرب.
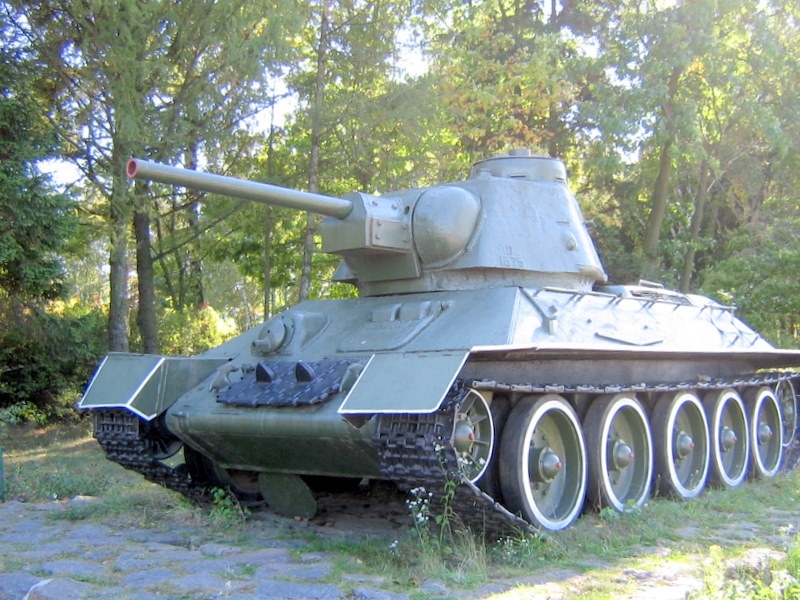
دبابة متوسطة سوفيتية تي-34.
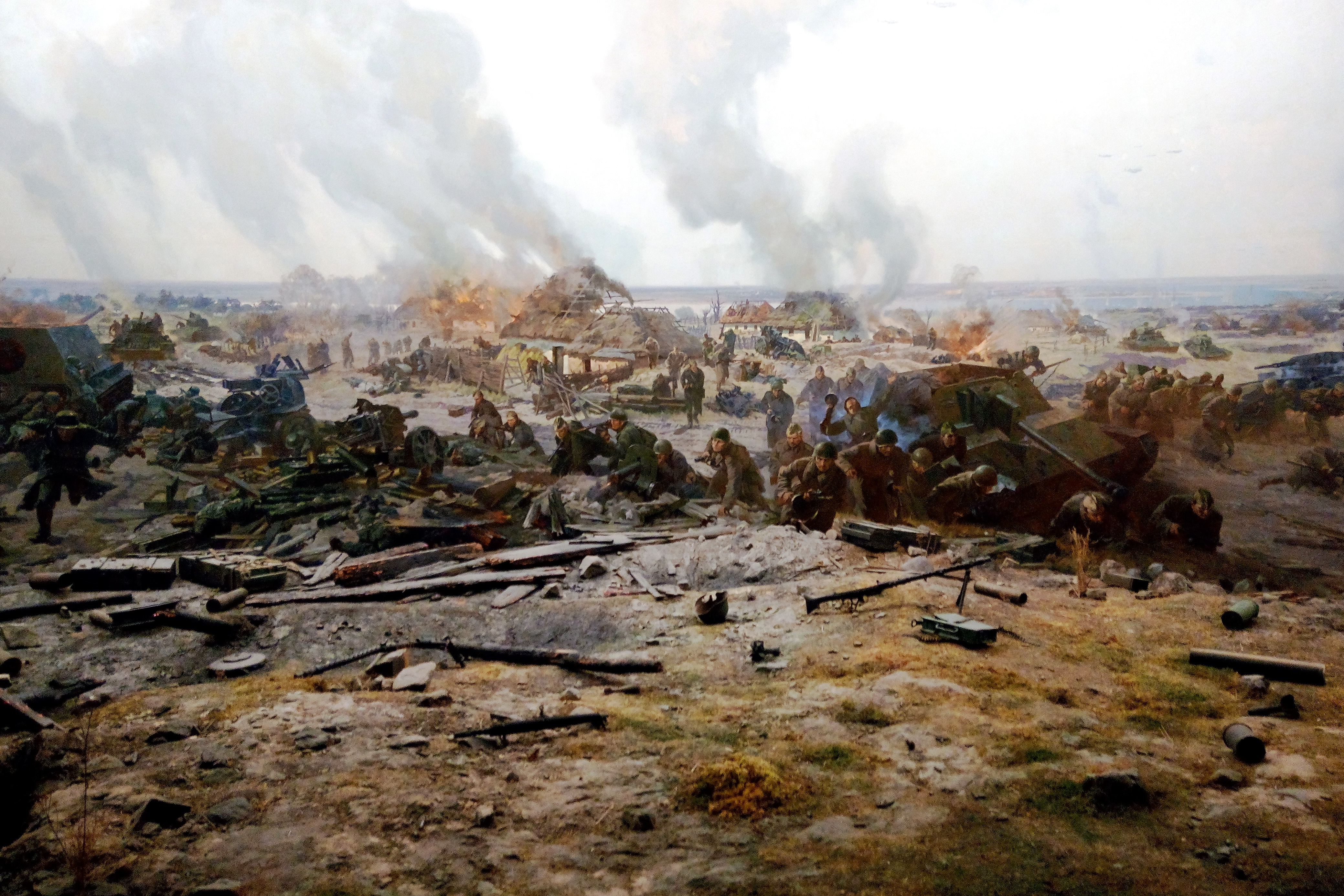
ديوراما «معركة كييف».
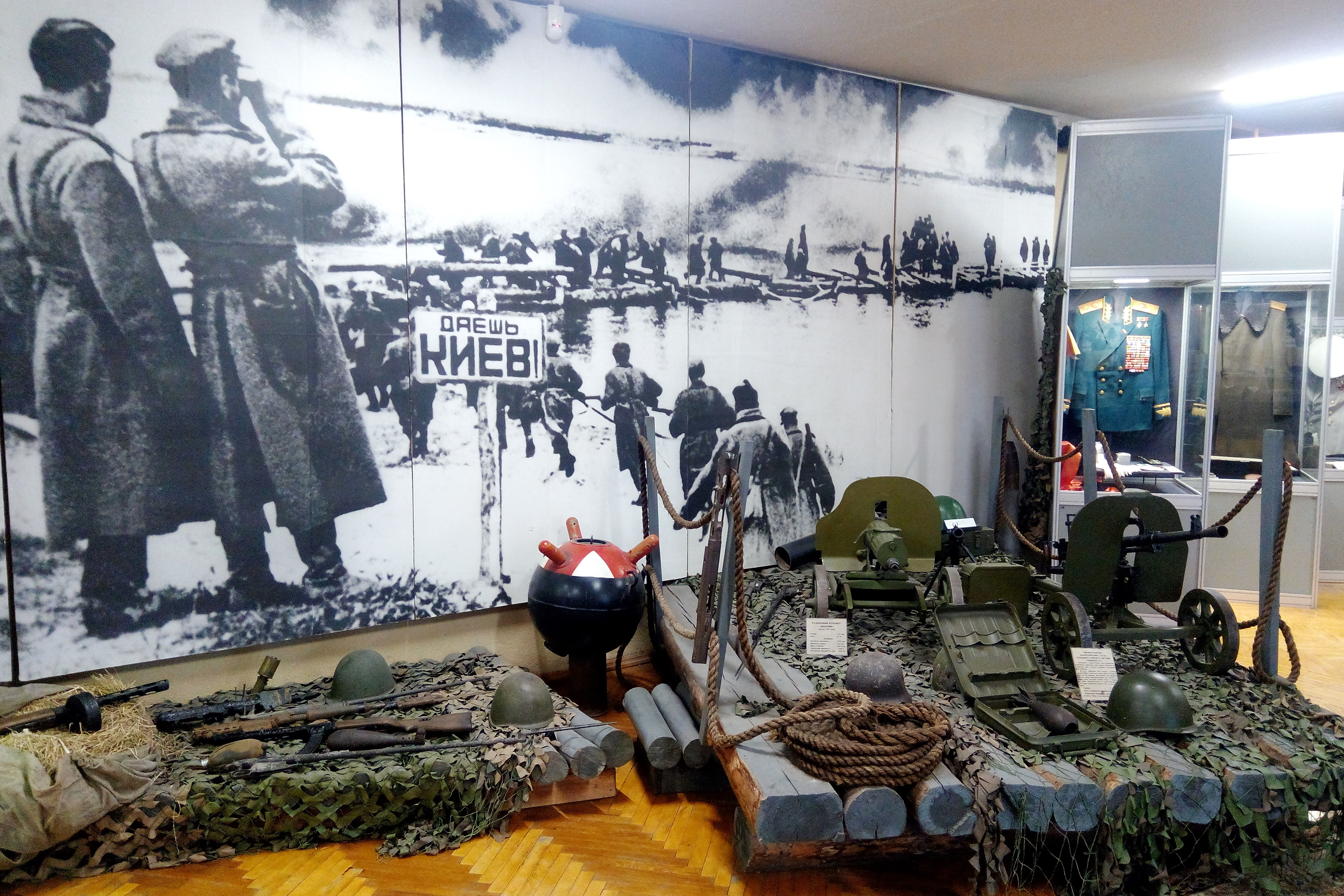
المعدات العسكرية.
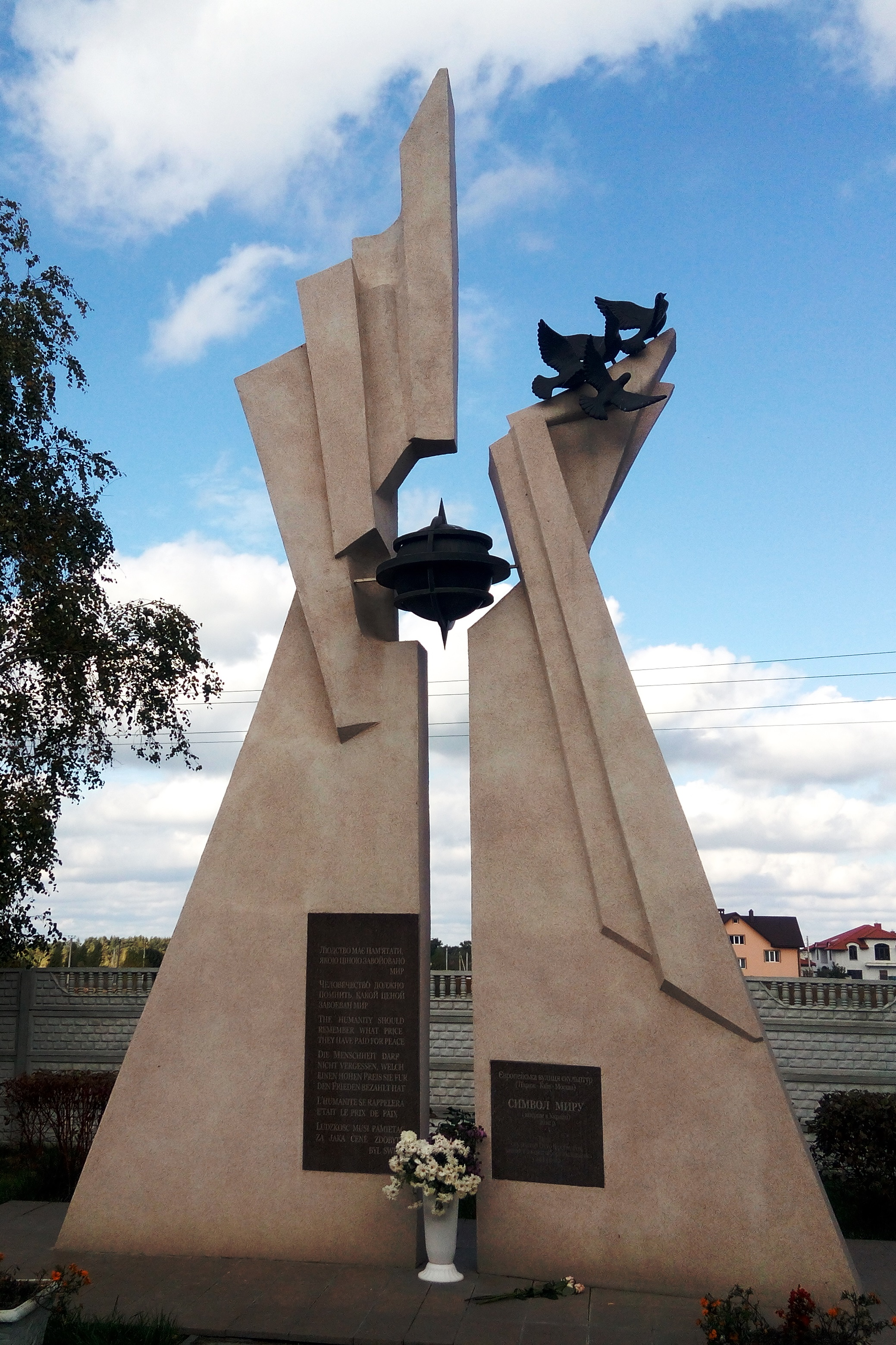
رمز السلام.
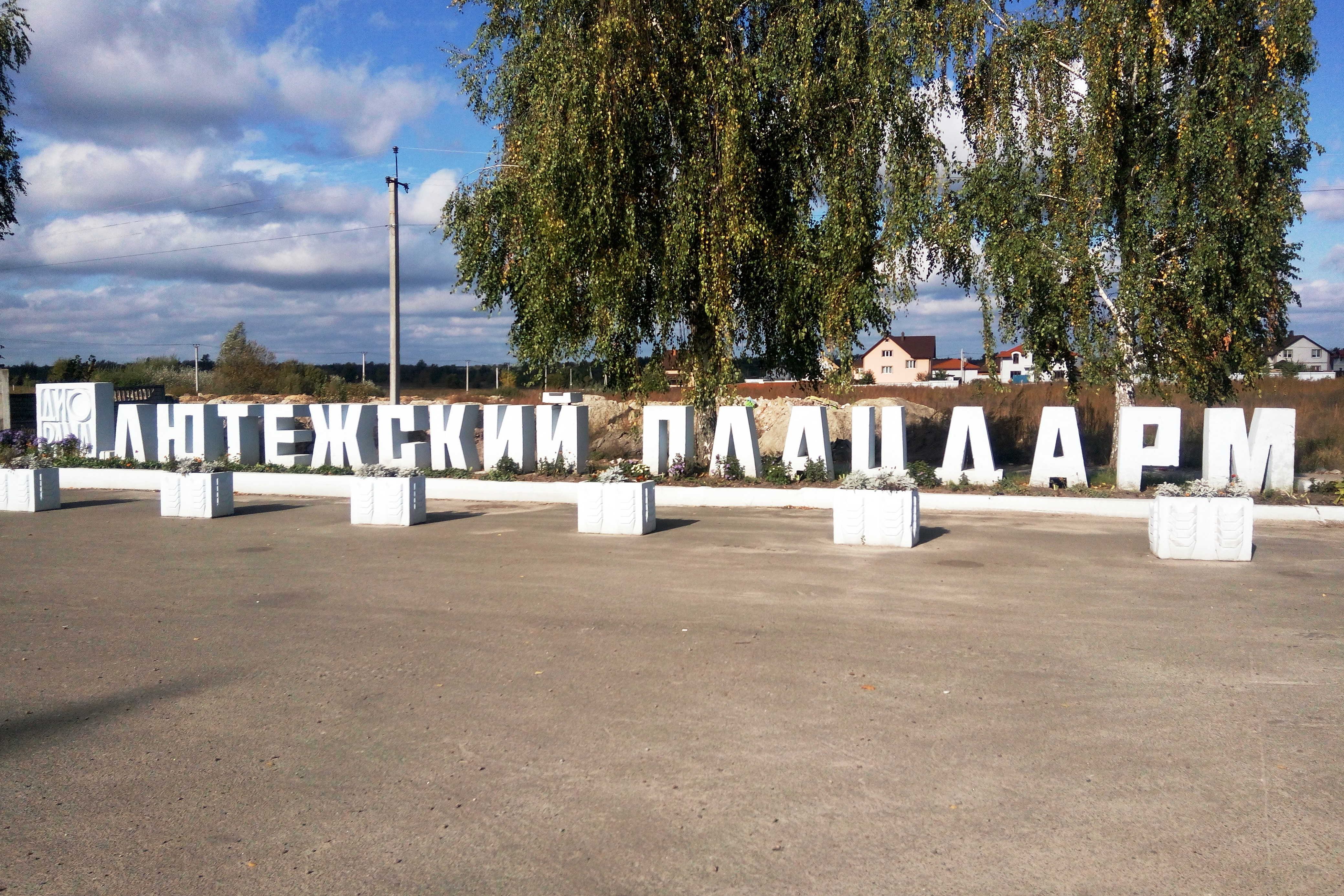
نصب تذكاري لأبطال جسر ليوتز.